# Arrondissement di Saint-Dizier
L'arrondissement di Saint-Dizier è una suddivisione amministrativa francese, situata nel dipartimento dell'Alta Marna e nella regione del Grand Est.

## Composizione
L'arrondissement di Saint-Dizier raggruppa 114 comuni in 11 cantoni:
- cantone di Chevillon
- cantone di Doulaincourt-Saucourt
- cantone di Doulevant-le-Château
- cantone di Joinville
- cantone di Montier-en-Der
- cantone di Poissons
- cantone di Saint-Dizier-Centre
- cantone di Saint-Dizier-Nord-Est
- cantone di Saint-Dizier-Ovest
- cantone di Saint-Dizier-Sud-Est
- cantone di Wassy